# Коралловый залив (Кипр)
Коралловый залив (греч. Κόλπος των Κοραλλίων) — популярный туристический курорт в муниципалитете Пейя, в 6 км к северу от города Пафос.
Побережье к северу и югу от Кораллового залива характеризуется скалистыми мысами и морскими пещерами, сам залив представляет собой пляж с мягким белым песком, изгибающийся в форме полумесяца между двумя известняковыми мысами.
Пляж Кораллового залива обладает сертификатом Голубого флага, означающим, что пляж соответствует всем стандартам, правилам и нормам, установленными соответствующим комитетом Европейского союза. Этот факт делает Коралловый залив популярным местом отдыха у иностранных туристов и местных жителей.
Территория Кораллового залива включает в себя также другой пляж, известный как залив Потима. Он находится в 1,5 км от деревни Киссонерга.
Между Коралловым заливом и заливом Потима каждые 15 минут курсируют автобусы, время в пути составляет 3 минуты.